# Europska sveučilišna prvenstva
Europska sveučilišna prvenstva (eng. European Universities Championships, EUC) su niz sveučilišnih sportskih natjecanja kojima upravlja Europski sveučilišni sportski savez (eng. European University Sports Association, EUSA). Organiziraju se prvenstva u 23 sporta, neki od kojih su ekipni, dok su drugi pojedinačni. U prvenstvima sudjeluju momčadi i sportaši-pojedinci s raznih europskih sveučilišta.
Natjecanja su započela 2001. godine i održavala su se svake godine do 2012. kada je odlučeno da će se natjecanja održavati svake neparne godine kako bi se u parnim godinama održavale Europske sveučilišne igre.

## Povijest
Prva Europska sveučilišna prvenstva održala su se 2001. godine. U Srbiji se održalo prvenstvo u odbojci, dok se u Portugalu održalo prvenstvo u košarci.
Prvenstva su se održavala jednom godišnje sve do 2012., od kada se održavaju svake dvije godine, na neparnu godinu, a u parnim godinama održavaju se Europske sveučilišne igre.
Godine 2012. održane su prve Europske sveučilišne igre, u kojima se 10 sportova iz prvenstava igra na istoj lokaciji i u istom razdoblju.

## Pregled prvenstava
U nastavku se nalazi pregled održanih i budućih prvenstava, dok se detaljniji pregled po godinama nalazi na popisu Europskih sveučilišnih prvenstava.
██ Budući događaji
| Godina | Broj sportskih događaja ↓a | Novi sportovi ↓b                                                |
| ------ | -------------------------- | --------------------------------------------------------------- |
| 2001.  | 2                          | odbojka, košarka                                                |
| 2002.  | 2                          | -                                                               |
| 2003.  | 4                          | nogomet, karate                                                 |
| 2004.  | 7                          | futsal, tenis, odbojka na pijesku, badminton                    |
| 2005.  | 9                          | veslanje                                                        |
| 2006.  | 9                          | rukomet                                                         |
| 2007.  | 12                         | ragbi sedmica, stolni tenis                                     |
| 2008.  | 11                         | -                                                               |
| 2009.  | 15                         | taekwondo, bridž, golf                                          |
| 2010.  | 11                         | -                                                               |
| 2011.  | 16                         | džudo                                                           |
| 2013.  | 17                         | košarka 3 na 3                                                  |
| 2015.  | 20                         | ples, sportsko penjanje, šah                                    |
| 2017.  | 19                         | -                                                               |
| 2019.  | 21                         | kickboxing, rukomet na pijesku, orijentacijski sport, vaterpolo |
| 2022.  | 1 ↓c                       | -                                                               |
| 2023.  | 16                         | alpsko skijanje, snowboarding                                   |
| 2024.  | 1                          | -                                                               |
| 2025.  | 17                         | padel, odbojka na snijegu                                       |
| 2026.  | 2                          | -                                                               |
| 2027.  | 20                         | atletika, powerlifting                                          |